# Stirling Moss
Sir Stirling Craufurd Moss (Londra, 17 settembre 1929 – Londra, 12 aprile 2020) è stato un pilota automobilistico britannico.
Considerato uno dei più grandi piloti della storia della Formula 1, nella sua carriera trionfò in 16 delle 66 gare a cui partecipò, ottenendo l'infelice primato (tuttora imbattuto) di pilota con più Gran Premi vinti senza aver mai vinto il titolo mondiale, terminando quattro volte secondo (1955, 1956, 1957 e 1958) e tre volte terzo (1959, 1960 e 1961) in classifica finale. 
Dal 19 gennaio 2015, dopo la morte di Robert Manzon, era diventato il pilota più anziano tra quelli in vita ad aver partecipato ad una gara valevole per il campionato di Formula 1, grazie all'esordio avvenuto nel Gran Premio di Svizzera 1951. Ciò, però, non ha mai fatto di lui il decano dei piloti di Formula 1, poiché tale titolo è spettato a Ken McAlpine, pilota che, tuttavia, esordì solo nel 1952.

## Biografia
(Stirling Moss)
Nacque a West Kensington, quartiere della capitale inglese il 17 settembre 1929 dal dentista e pilota dilettante Alfred Moss e da Aileen Craufurd. Ricevette la sua istruzione alla Clewer Manor Junior School (un istituto preparatorio legato alla scuola superiore Haileybury and Imperial Service College) e poi nella scuola superiore di Hertford Heath, località situata vicino a Hertford in Hertfordshire.
Da subito avvezzo al mondo dei motori, crebbe in una famiglia travolta dalla passione per il motosport: suo padre, Alfred, arrivò 14º alla 500 Miglia di Indianapolis del 1924 mentre la sorella più giovane, Pat, partecipò a diverse gare di rally e sposò anche il pilota Erik Carlsson. Stirling è stato uno dei primi clienti della Cooper Car Company, quando convinse suo padre a concedergli una delle nuove vetture Cooper 500. Dimostrò rapidamente la sua abilità con numerose vittorie a livello nazionale e internazionale e continuò a gareggiare in Formula 3, al volante di Cooper e auto Kieft.

## Carriera

### Primi anni in Formula 1

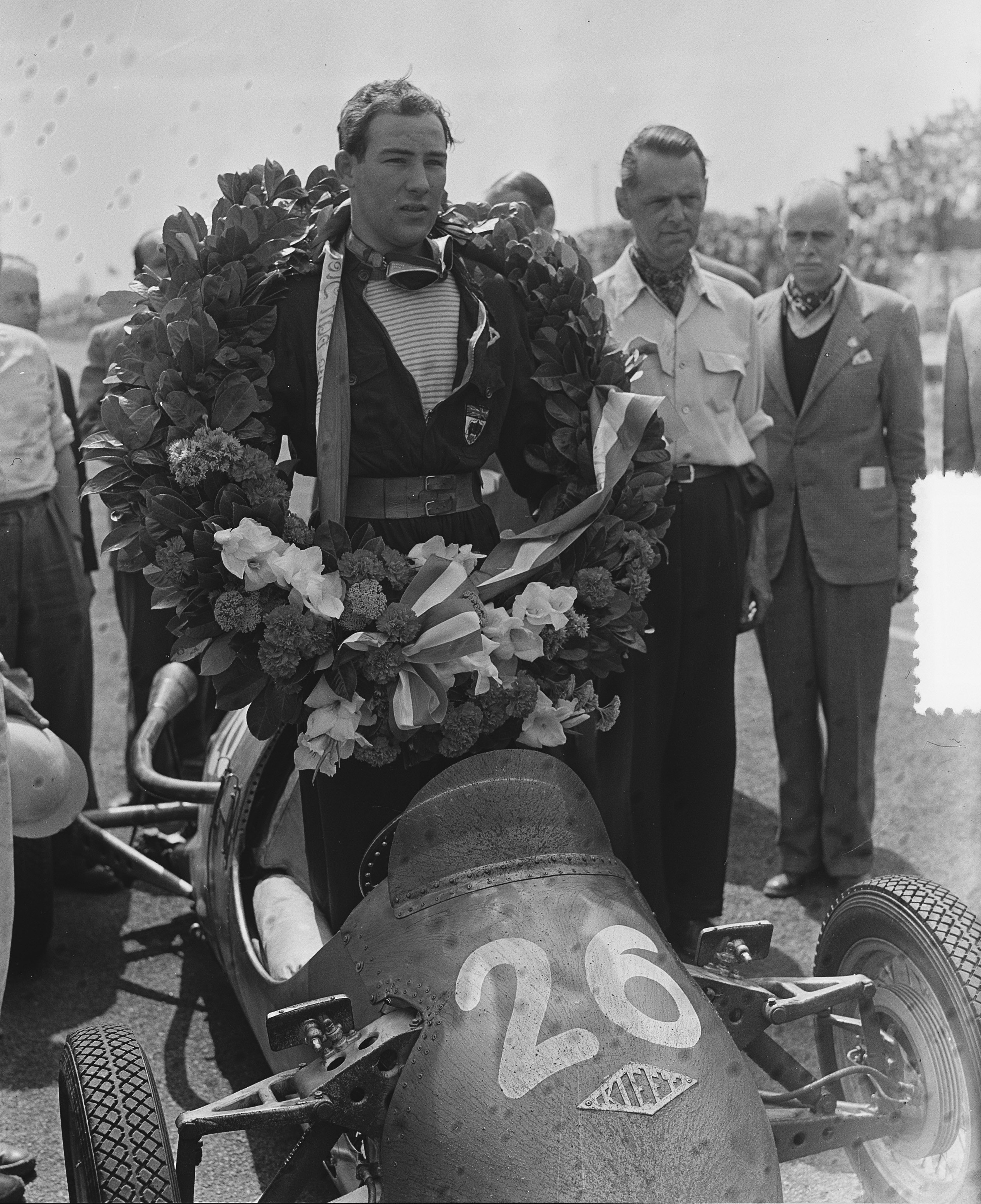
Moss a Zandvoort nel 1951 per una gara di Formula 3

Esordì nel mondiale di Formula 1 nel Gran Premio di Svizzera del 1951 al volante di una HWM-Alta: piazzatosi 14º in griglia, concluse la gara in ottava posizione a due giri dal vincitore Juan Manuel Fangio. Nella stagione successiva Moss partecipò a cinque gare, una con la HWM, tre con la ERA e una con la Connaught (automobilismo). In alcune occasioni ottenne dei buoni piazzamenti in qualifica ma in gara i risultati furono deludenti, infatti il pilota britannico fu sempre costretto al ritiro. Al di fuori della Formula 1, nello stesso anno, arrivò secondo nel Rally di Monte Carlo alla guida di un Sunbeam-Talbot 90, con copilota John Cooper.
Nel 1953 Moss corse quattro gare, di cui tre al volante di una Cooper, con cui sfiorò la zona punti al Nürburgring con il 6º posto, ma ancora una volta la stagione si concluse senza punti. L'anno successivo decise di passare alla Maserati, ottenendo i suoi primi punti e il suo primo podio in carriera in Belgio in cui, approfittando del ritiro di Nino Farina, arrivò terzo al traguardo dietro Fangio e Trintignant. La vettura tuttavia si dimostrò spesso poco affidabile e il britannico non riuscì ad ottenere ulteriori risultati nei successivi cinque appuntamenti, terminando la gara solamente in Italia, con un anonimo 10º posto.

### Le sfide con Fangio
Nella stagione 1955 divenne compagno di squadra di Fangio, che vinse il titolo l'anno precedente, alla guida di una Mercedes-Benz W196. Il britannico non poté fare nulla per contenere lo strapotere dell'argentino, che si riconfermò campione del mondo con una gara in anticipo, ma non mancarono le soddisfazioni: Moss ottenne infatti la sua prima vittoria in carriera, tra l'altro nel Gran Premio di casa (il primo sul circuito di Aintree), e terminò al secondo posto nella classifica finale proprio dietro Fangio. Fu curioso il siparietto che i due ebbero al termine della corsa britannica, con Moss che chiese a Fangio: "Mi hai lasciato vincere?" e l'argentino replicò: "No, sei semplicemente stato più bravo di me quel giorno". Nello stesso anno i due parteciparono alla Mille Miglia ma stavolta fu il britannico a trionfare, al volante di una Mercedes 300SLR e con Denis Jenkinson come navigatore. Moss vinse la corsa col tempo record (tuttora imbattuto) di 10 ore, 7 minuti e 48 secondi e una velocità media di 157,65 km/h, mentre Fangio arrivò secondo con più di 30 minuti di distacco. Sempre nel 1955 i due parteciparono insieme alla 24 Ore di Le Mans, edizione sfortunatamente ricordata per il più grave incidente della storia dell'automobilismo, con le morti del pilota Pierre Levegh e di 83 spettatori. La gara proseguì ma Fangio e Moss non riuscirono a portarla a termine, ritirandosi dopo 134 giri.
Nel stagione 1956, con il ritiro della Mercedes dalla Formula 1, Moss decise di tornare alla Maserati, con la quale conquistò due vittorie e fu in lotta per il titolo con le Ferrari di Fangio e Collins fino a una gara dalla fine, concludendo nuovamente la stagione al secondo posto dietro l'argentino.

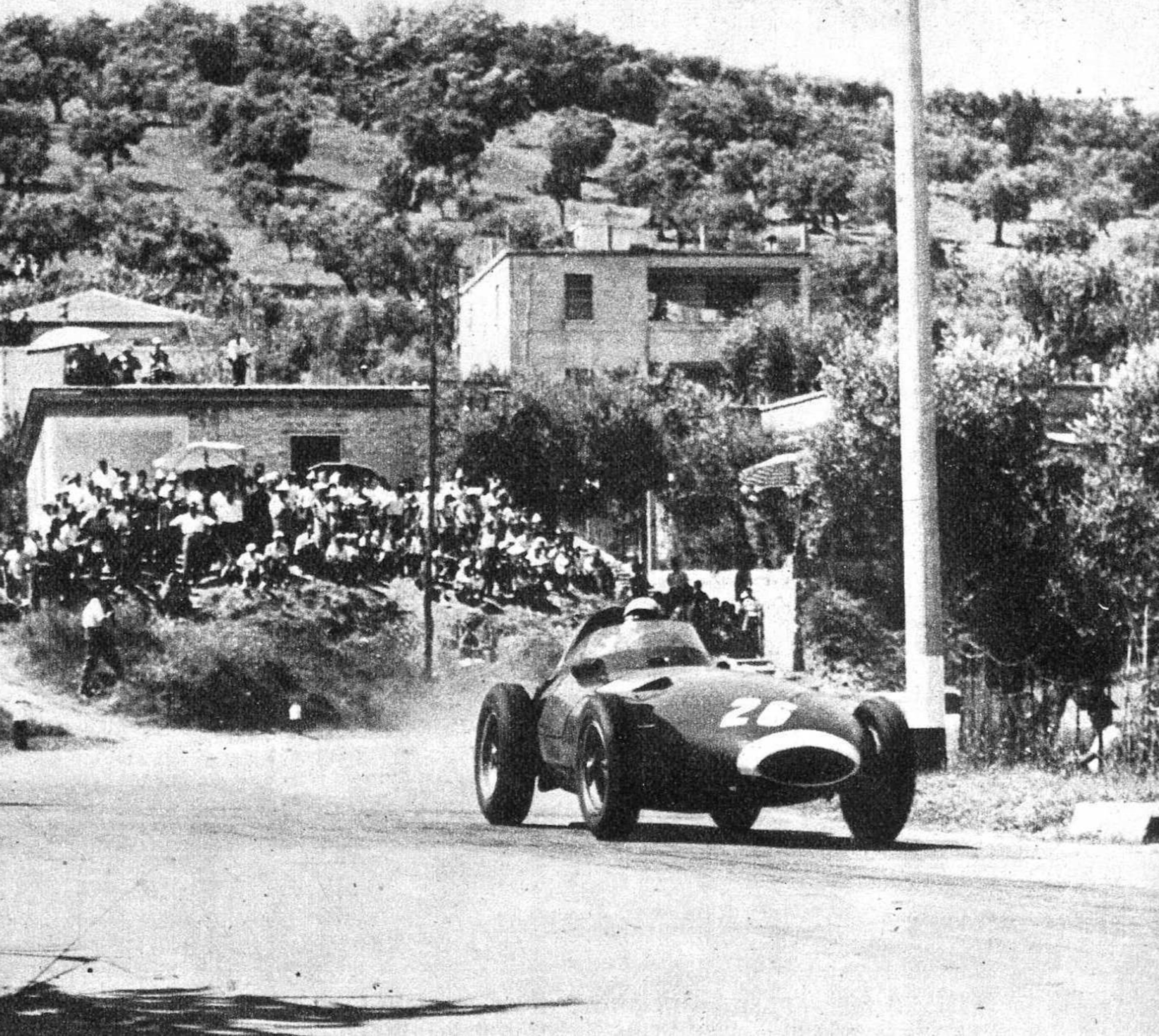
Moss su Vanwall VW5 nel vittorioso Gran Premio di Pescara 1957

L'anno dopo il britannico, dopo un deludente 8º posto alla gara inaugurale in Argentina, lasciò la Maserati (nel quale era approdato Fangio) per passare alla Vanwall. Al volante di una vettura competitiva Moss ottenne tre vittorie, tra cui quella al Gran Premio di Pescara (ancora oggi il più lungo circuito dove abbia mai corso la Formula 1), che confermò la sua grande abilità nei tracciati lunghi. Tuttavia ancora una volta si dovette accontentare del secondo posto finale alle spalle di Fangio, che conquisterà il suo quinto titolo (il quarto consecutivo) con ben due gare d'anticipo. A incidere sulla sconfitta di Moss furono anche lo sfortunato ritiro di Montecarlo, quando era nettamente in testa, e la mancata partecipazione al Gran Premio di Francia a causa di una forte sinusite.

### Il titolo sfiorato
Nel 1958 Fangio decise di correre appena tre gare e poi di ritirarsi definitivamente, di conseguenza Moss divenne immediatamente il principale favorito per la vittoria del titolo. La stagione iniziò nel migliore dei modi, con la vittoria in Argentina al volante di una Cooper del Rob Walker Racing Team. Nelle restanti dieci gare della stagione tornò a guidare per la Vanwall, al volante di una vettura molto veloce ma allo stesso tempo poco affidabile, con la quale ottenne diverse vittorie ma anche numerosi ritiri. Ciò permise a Hawthorn, al volante di una più lenta ma ben più affidabile Ferrari, di lottare per il titolo fino all'ultima gara, pur ottenendo una sola vittoria in tutto il campionato.

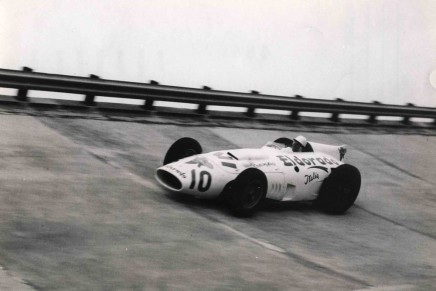
Moss su Maserati Tipo 420/M/58/Eldorado nel 1958 per la 500 Miglia di Monza

In Portogallo, terz'ultimo appuntamento della stagione, Moss dominò per tutta la gara e vinse il Gran Premio, mancando tuttavia il punto addizionale per il giro veloce: quando Hawthorn fece il giro record i meccanici lo comunicarono a Moss con un cartello con scritto "HAWT REC", ma il pilota non lo capì e continuò a gestire la prima posizione, mantenendo un passo regolare e di conseguenza senza conseguire il giro veloce. Hawthorn concluse al secondo posto, venendo però squalificato al termine del Gran Premio per aver percorso contromano una via di fuga, ma fu riammesso in classifica proprio grazie a Moss, il quale disse ai commissari che era stato lui a urlare al rivale di compiere quella manovra, che gli avrebbe consentito di riaccendere la sua Ferrari sfruttando una discesa.
Al penultimo Gran Premio della stagione, disputato in Italia, Moss si ritirò, perdendo la leadership del mondiale in favore di Hawthorn. All'ultimo appuntamento stagionale, in Marocco, il pilota della Vanwall dominò e vinse la gara, ma il rivale della Ferrari arrivò secondo, mantenendo per un solo punto il comando della classifica e vincendo il mondiale. Alla fine il mancato giro veloce e la revoca della squalifica di Hawthorn in Portogallo furono decisivi per la sconfitta di Moss, il quale però non si dimostrò mai pentito del suo gesto, dichiarando: “Vincere ha un senso solo se dimostro d’essere il più forte in pista”.

### Ultimi anni

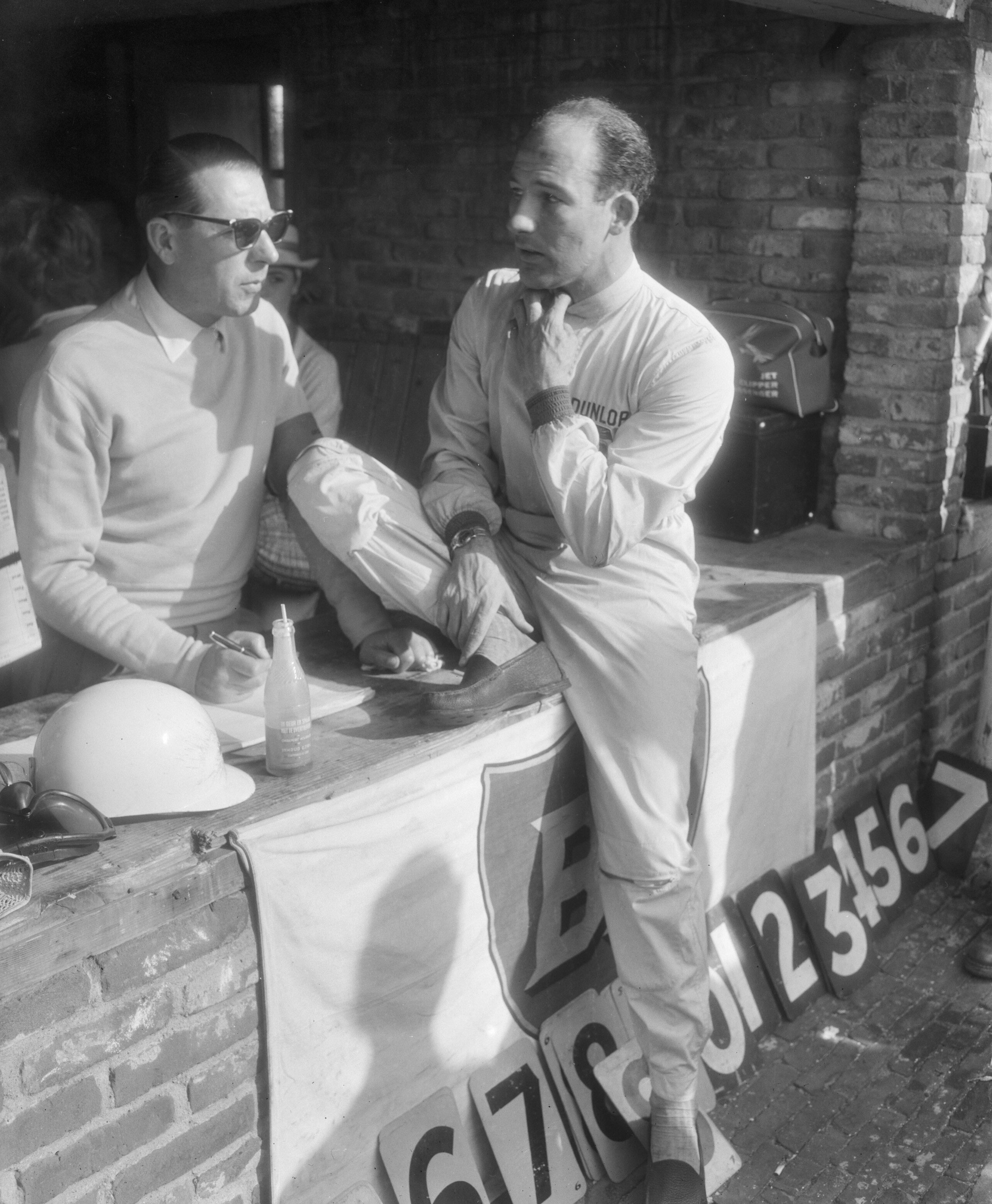
Moss ai box di Zandvoort nel 1959

Nel 1959 Moss guidò per il Rob Walker Racing Team al volante di una Cooper T51, ad eccezione degli appuntamenti in Francia e Gran Bretagna, in cui gareggiò su BRM Type 25 per la BRP. Il britannico non iniziò bene la stagione, con due ritiri e una squalifica in Francia (ricevette una spinta dai commissari per rientrare in pista dopo un testacoda, cosa vietata dal regolamento), ma nel Gran Premio di casa arrivò secondo, e dopo un ulteriore ritiro in Germania vinse sia in Portogallo che in Italia. Questo permise a Moss di arrivare a giocarsi il titolo all'ultima gara con Jack Brabham e Tony Brooks, con la possibilità di vincere matematicamente il mondiale in caso di vittoria e giro veloce. Negli Stati Uniti, sul circuito di Sebring, Moss ottenne la pole position e in gara, dopo un iniziale sorpasso di Brabham alla partenza, tornò al comando, segnando anche il giro più veloce. Tuttavia le speranze di conquista del titolo svanirono ancora una volta: dopo appena 5 giri il britannico dovette ritirarsi a causa di un problema alla trasmissione, consegnando il mondiale a Brabham e facendosi scavalcare in classifica anche da Brooks, che terminò la gara in terza posizione. 
Nel 1960 continuò a correre per il team di Rob Walker, che dopo l'appuntamento inaugurale in Argentina passò a utilizzare delle Lotus 18. Al primo appuntamento con la nuova macchina, a Montecarlo, Moss centrò pole position e vittoria (la prima di una vettura costruita da Colin Chapman), mentre a Zandvoort giunse quarto. Dopo tre gare il britannico era a sole tre lunghezze da Bruce McLaren, in piena lotta per il titolo, ma all'appuntamento successivo in Belgio (ricordato come uno dei Gran Premi più tragici della storia della Formula 1) subì un terribile incidente durante le prove prima della gara, che gli fratturò entrambe le gambe. L'infortunio tolse a Moss ogni speranza di vittoria del mondiale in quanto tornò solamente per il Gran Premio conclusivo della stagione, quando Brabham aveva già vinto il mondiale con due gare d'anticipo. Il britannico sorprese tutti e negli Stati Uniti conquistò pole position e gara, terminando il campionato in terza posizione.

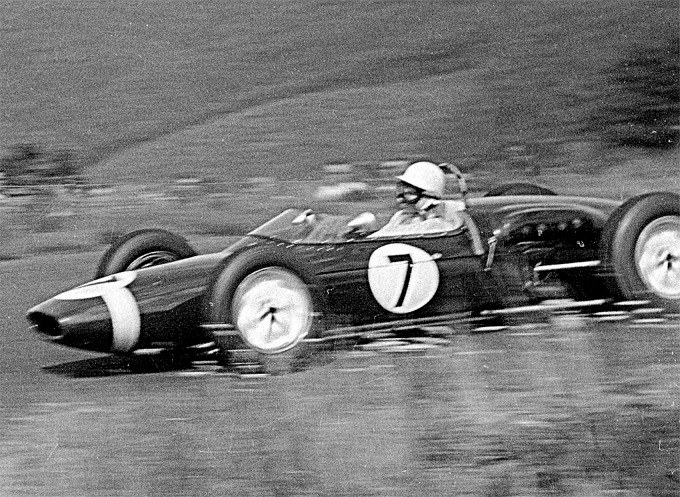
Moss su Lotus 21 al Gran Premio di Germania 1961

L'anno successivo, sempre con il team di Rob Walker, sembrò inizialmente poter lottare con le Ferrari di Phil Hill e Von Trips, conquistando una vittoria e un quarto posto nelle prime due gare. Tuttavia da qui in avanti la sua Lotus 18 perse affidabilità e i piloti del cavallino rampante presero il largo; Moss andò a punti solamente nell'appuntamento in Germania, dove ottenne la sua ultima vittoria in Formula 1.

### L'incidente e il ritiro dalle corse
Nel 1962 Moss rimase gravemente ferito in un incidente a Goodwood, mentre era alla guida di una Lotus nel Trofeo Glover. L'incidente lo condusse in uno stato comatoso per 30 giorni e gli paralizzò parzialmente la parte sinistra del corpo per sei mesi. L'anno seguente, a seguito di alcuni test con la Lotus, decise di concludere definitivamente la propria carriera: durante questa sessione di prove, girò di pochi decimi più lento rispetto alle sue consuetudini e non si sentì a proprio agio con la vettura. Molti osservatori medici hanno ipotizzato che Moss fosse tornato al volante troppo presto e che altri sei mesi di recupero gli avrebbero consentito di recuperare la forma fisica che lo aveva contraddistinto.

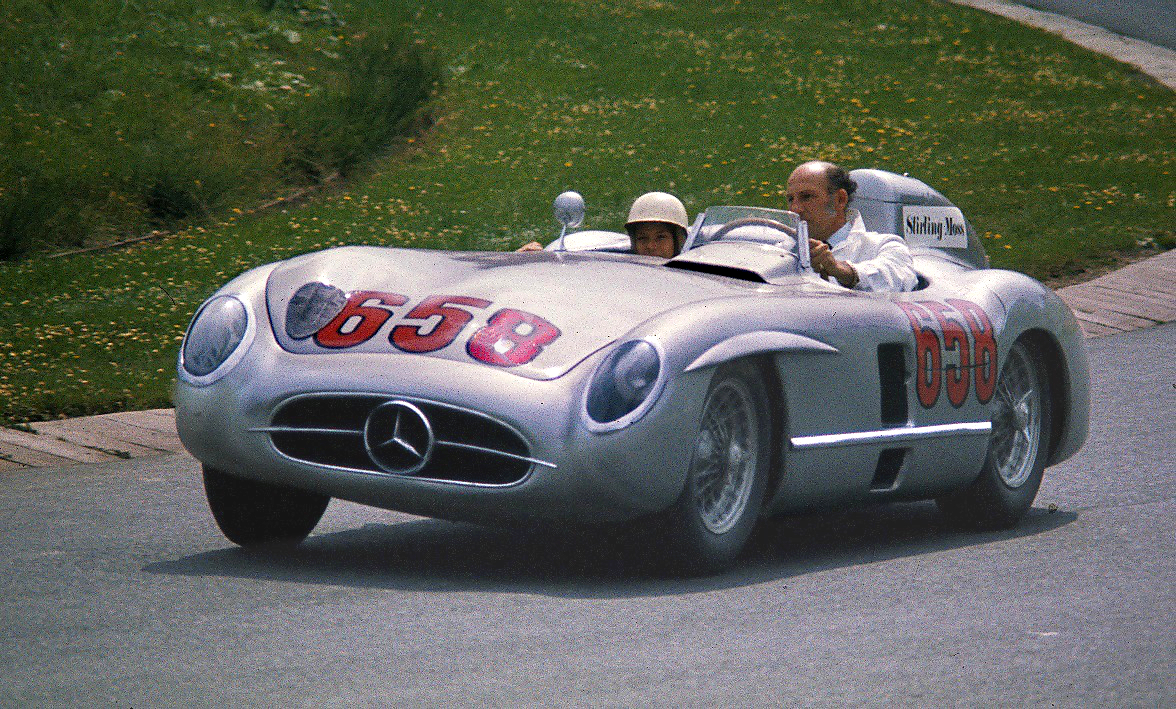
Moss su Mercedes-Benz 300 SLR in una rievocazione storica del 1977

Fece un breve ritorno nel mondo delle corse nel 1968 quando disputò a bordo di una Lancia Fulvia HF ufficiale la 24 Ore del Nürburgring, dividendo il volante della vettura torinese con Innes Ireland e Claudio Maglioli, disputando con la stessa vettura anche il Rally del Sestriere vinto dalla sorella Pat, quindi si ripresentò nel British Touring Car Championship del 1980 alla guida di un'Audi al fianco di Martin Brundle; è stato commentatore televisivo per la BBC e negli ultimi anni ha continuato a correre nelle gare riservate alle auto d'epoca: nella stagione 2009 ad esempio fu alla guida di una OSCA FS372.
In realtà Moss non ha mai annunciato il suo ritiro ufficiale dall'attività agonistica fino al giugno del 2011: in occasione delle prime prove della Le Mans Classic, gara per vetture d'epoca di contorno alla 24 Ore di Le Mans, il pilota inglese ha spiegato che per la prima volta nella sua vita aveva provato paura al pensiero di mettersi al volante di un'auto da corsa. I pochi giri al volante di una Porsche Rsk gli bastarono per decidere di smettere con le corse.

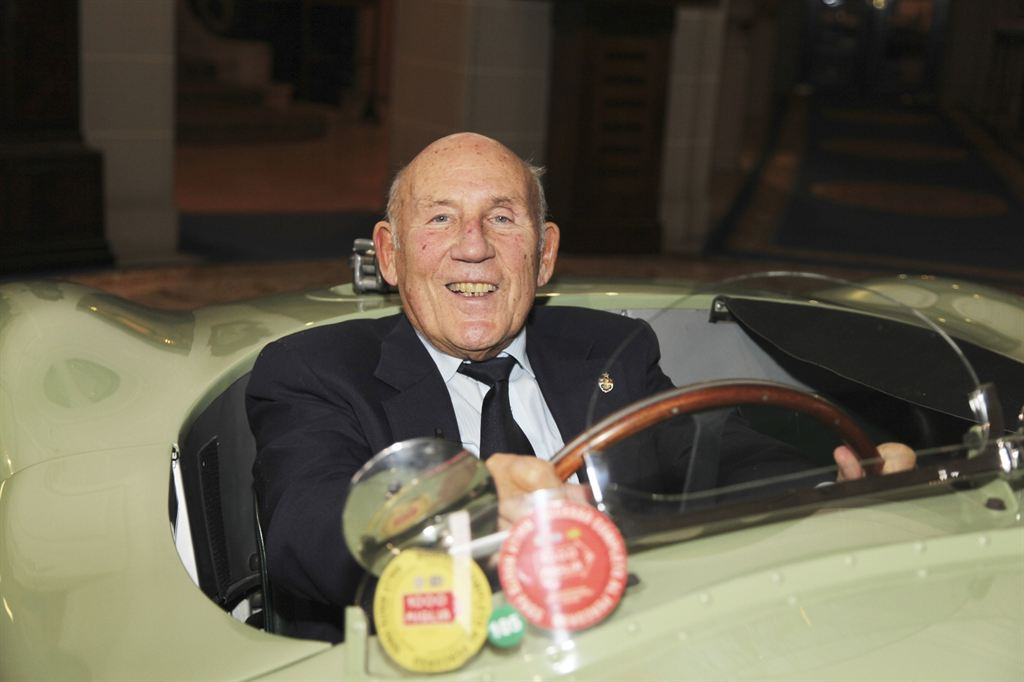
Moss a bordo di una Jaguar C-Type nel 2012

Durante la sua carriera, Moss ha guidato una Jaguar privata e ha corso per Maserati, Vanwall, Cooper, Lotus e Mercedes-Benz. Ha preferito gareggiare a bordo di vetture inglesi perché, a suo dire, "È meglio perdere con onore in una vettura inglese che vincere con una vettura straniera". Seppur le scuderie britanniche, in quel tempo, non si distinguessero per velocità e costanza, Moss rimase il pilota britannico di maggior successo in termini di vittorie singole (16, in 66 GP) fino al 1965, quando venne raggiunto e superato da Jim Clark. Con Maurice Trintignant e Phil Hill è inoltre uno dei tre soli piloti ad aver vinto almeno un Gran Premio del mondiale di F1 sia con una vettura a motore anteriore che posteriore.
È morto il 12 aprile 2020 a Londra, all'età di 90 anni, dopo una lunga malattia; dopo i funerali, il corpo è stato cremato.

## Moss nella cultura di massa
Per molti anni, durante e dopo la sua carriera, la frase retorica "Chi ti credi di essere, Stirling Moss?" è stata frequentemente pronunciata dai poliziotti britannici che fermavano gli automobilisti per eccesso di velocità. Moss ha raccontato che egli stesso una volta venne fermato per tale motivo e gli venne posta questa domanda, con l'agente che inizialmente non l'aveva riconosciuto. In Gran Bretagna il soprannome Stirling Moss viene ancora scherzosamente usato per indicare una persona un po' eccentrica al volante.

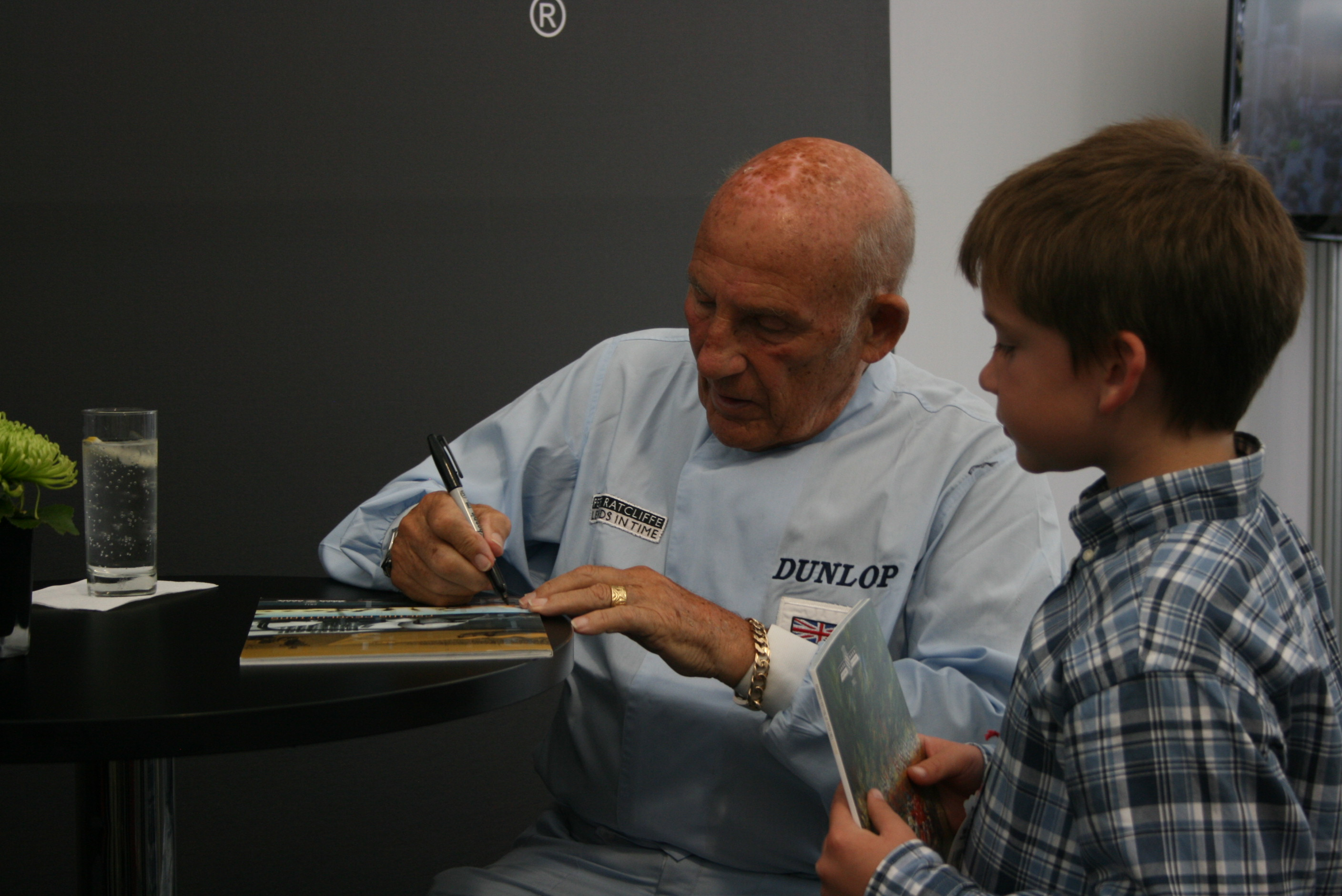
Moss firma un autografo nel 2011

Nel libro The Life and Times of Private Eye Moss fu oggetto di una biografia parodistica ispirata alle strisce del magazine satirico Private Eye. Nel fumetto, disegnato da Willie Rushton, egli viene dipinto come un automobilista perennemente coinvolto in incidenti a cui viene revocata la patente di guida e che, ospite di programmi televisivi, non è in grado di parlare di nulla; nel libro si afferma inoltre che a seguito dell'incidente del 1962 Moss cominciò a soffrire di amnesia. Secondo il libro, Moss si offrì di comprare l'originale del cartone a strisce.
Nel marzo del 1958 fu la guest star del programma televisivo What's My Line? insieme ad Anita Ekberg mentre nel 1967 fu tra le celebrità che recitarono un cameo nel film di James Bond Casino Royale: nella pellicola interpretò l'autista di Evelyn Tremble/Peter Sellers. Fu inoltre la voce narrante nella trasmissione per bambini Roary the Racing Car.
Nel 2008 gli viene dedicato un modello speciale della famosa Mercedes-Benz SLR McLaren denominata appunto SLR Stirling Moss.
Nel 2013 la Ferrari 250 SWB (chassis 2119 GT) che Moss aveva guidato alla vittoria nel Tourist Trophy di Goodwood nel 1960, venne venduta al prezzo record di 7 milioni di sterline. In precedenza, nell'aprile del 2009, il Dipartimento Ferrari Classiche aveva restaurato, per conto di un collezionista inglese, l'altra 250 SWB (chassis 2735 GT) che l'asso inglese aveva portato alla vittoria nel Tourist Trophy del 1961. A lavoro ultimato, Moss venne invitato a Maranello e fotografato al fianco della vettura.
Nel videogioco del 2013 Grand Theft Auto V, è presente un veicolo dedicato al pilota britannico, denominato "Benefactor Stirling GT".

## Palmarès
- 1954 Sebring
- 1955: Gran Bretagna, Targa Florio, Mille Miglia, Tourist Trophy
- 1956: Monaco, Italia, Buenos Aires, Nürburgring
- 1957: Gran Bretagna, Pescara, Italia, Svezia (Rabelövsbanan)
- 1958: Argentina, Paesi Bassi, Portogallo, Marocco, Nürburgring, Tourist Trophy
- 1959: Portogallo, Italia, Nürburgring, Tourist Trophy
- 1960: Monaco, Stati Uniti, Nürburgring
- 1961: Monaco, Germania

## Risultati

### Campionato mondiale di Formula 1
| 1951 | Scuderia  | Vettura |   |  |  |  |  |  |  |  |  |  |  | Punti | Pos. |
| ---- | --------- | ------- | - |  |  |  |  |  |  |  |  |  |  | ----- | ---- |
| 1951 | HW Motors | 51      | 8 |  |  |  |  |  |  |  |  |  |  | 0     |      |

| 1952 | Scuderia | Vettura |     |  |     |  |     |  |     |     |  |  |  | Punti | Pos. |
| ---- | -------- | ------- | --- |  | --- |  | --- |  | --- | --- |  |  |  | ----- | ---- |
| 1952 | ERA      | Tipo G  | Rit |  | Rit |  | Rit |  | Rit | Rit |  |  |  | 0     |      |

| 1953 | Scuderia | Vettura        |  |  |   |  |     |  |   |  |    |  |  | Punti | Pos. |
| ---- | -------- | -------------- |  |  | - |  | --- |  | - |  | -- |  |  | ----- | ---- |
| 1953 | Cooper   | Cooper Special |  |  | 9 |  | Rit |  | 6 |  | 13 |  |  | 0     |      |

| 1954 | Scuderia | Vettura |  |  |   |  |     |     |     |    |     |  |  | Punti | Pos. |
| ---- | -------- | ------- |  |  | - |  | --- | --- | --- | -- | --- |  |  | ----- | ---- |
| 1954 | Maserati | 250F    |  |  | 3 |  | Rit | Rit | Rit | 10 | Rit |  |  | 4     | 13º  |

| 1955 | Scuderia        | Vettura |   |   |  |   |   |   |     |  |  |  |  | Punti | Pos. |
| ---- | --------------- | ------- | - | - |  | - | - | - | --- |  |  |  |  | ----- | ---- |
| 1955 | Daimler Benz AG | W196    | 4 | 9 |  | 2 | 2 | 1 | Rit |  |  |  |  | 23    | 2º   |

| 1956 | Scuderia | Vettura |     |   |  |   |   |     |   |   |  |  |  | Punti   | Pos. |
| ---- | -------- | ------- | --- | - |  | - | - | --- | - | - |  |  |  | ------- | ---- |
| 1956 | Maserati | 250F    | Rit | 1 |  | 3 | 5 | Rit | 2 | 1 |  |  |  | 27 (28) | 2º   |

| 1957 | Scuderia | Vettura |   |     |  |  |   |   |   |   |  |  |  | Punti | Pos. |
| ---- | -------- | ------- | - | --- |  |  | - | - | - | - |  |  |  | ----- | ---- |
| 1957 | Vanwall  | VW5     | 8 | Rit |  |  | 1 | 5 | 1 | 1 |  |  |  | 25    | 2º   |

| 1958 | Scuderia | Vettura |   |     |   |  |     |   |     |     |   |     |   | Punti | Pos. |
| ---- | -------- | ------- | - | --- | - |  | --- | - | --- | --- | - | --- | - | ----- | ---- |
| 1958 | Vanwall  | VW5     | 1 | Rit | 1 |  | Rit | 2 | Rit | Rit | 1 | Rit | 1 | 41    | 2º   |

| 1959 | Scuderia   | Vettura    |     |  |     |    |   |     |   |   |     |  |  | Punti | Pos. |
| ---- | ---------- | ---------- | --- |  | --- | -- | - | --- | - | - | --- |  |  | ----- | ---- |
| 1959 | Rob Walker | Cooper T51 | Rit |  | Rit | SQ | 2 | Rit | 1 | 1 | Rit |  |  | 25,5  | 3º   |

| 1960 | Scuderia   | Vettura  |   |   |  |   |  |  |  |    |  |   |  | Punti | Pos. |
| ---- | ---------- | -------- | - | - |  | - |  |  |  | -- |  | - |  | ----- | ---- |
| 1960 | Rob Walker | Lotus 18 | 3 | 1 |  | 4 |  |  |  | SQ |  | 1 |  | 19    | 3º   |

| 1961 | Scuderia   | Vettura  |   |   |   |     |     |   |     |     |  |  |  | Punti | Pos. |
| ---- | ---------- | -------- | - | - | - | --- | --- | - | --- | --- |  |  |  | ----- | ---- |
| 1961 | Rob Walker | Lotus 18 | 1 | 4 | 8 | Rit | Rit | 1 | Rit | Rit |  |  |  | 21    | 3º   |

| Legenda | 1º posto     | 2º posto | 3º posto    | A punti         | Senza punti/Non class.  | Grassetto – Pole position Corsivo – Giro più veloce |
| Legenda | Squalificato | Ritirato | Non partito | Non qualificato | Solo prove/Terzo pilota | Grassetto – Pole position Corsivo – Giro più veloce |

### Gare di Formula 1 extra-Campionato
(Le gare in grassetto indicano la pole position)
(Le gare in corsivo indicano il giro più veloce in gara)
| Anno | 1       | 2       | 3       | 4       | 5       | 6       | 7     | 8       | 9      | 10    | 11    | 12    | 13      | 14      | 15    | 16    | 17    | 18  | 19    | 20  | 21  | 22  | 23    | 24    |
| ---- | ------- | ------- | ------- | ------- | ------- | ------- | ----- | ------- | ------ | ----- | ----- | ----- | ------- | ------- | ----- | ----- | ----- | --- | ----- | --- | --- | --- | ----- | ----- |
| 1950 | PAU     | RIC     | SAN     | PAR Rit | BET     | BAR 3   | JRR   | ALB     | ZAN    | GIN   | NOT   | DUN   | PES     | INT 6   | GOO 7 | PEN   |       |     |       |     |     |     |       |       |
| 1951 | SIR     | PAU     | RIC 5   | SAN 5   | BOR     | INT 14  | PAR   | DUN     | SCO    | ZAN 3 | ALB   | PES   | BAR     | GOO 5   |       |       |       |     |       |     |     |     |       |       |
| 1952 | RIO     | VAL     | RIC     | ALB     | DUN Rit |         |       |         |        |       |       |       |         |         |       |       |       |     |       |     |     |     |       |       |
| 1953 | ALB     |         |         |         |         |         |       |         |        |       |       |       |         |         |       |       |       |     |       |     |     |     |       |       |
| 1954 | RIO     | SIR     | PAU     | LAV     | BOR 4   | INT Rit | BAR   | CUR     | ROM NC | FRO   | BRC   | COR   | DRE     | CPT     |       |       |       |     |       |     |     |     |       |       |
| 1955 | VAL     | PAU     | GLO Rit | BOR 4   | INT Rit | NAP     | ALB   | CUR     | COR    | LON   | DRT   | RXT 3 | DTT Rit | IGC 1   | AVO   | SIR   |       |     |       |     |     |     |       |       |
| 1956 | BUE 2   | GLO 1   | SIR     | B20 1   | INT 1   | NAP     | AIN   | VAN     | CAE    | BRS   |       |       |         |         |       |       |       |     |       |     |     |     |       |       |
| 1957 | BUE 6   | SIR 3   | PAU     | GLO Rit | NAP     | REI     | CAE   | INT     | MOD    | MRC   |       |       |         |         |       |       |       |     |       |     |     |     |       |       |
| 1958 | GLO Rit | SIR     | B20 1   | INT Rit | CAE 1   |         |       |         |        |       |       |       |         |         |       |       |       |     |       |     |     |     |       |       |
| 1959 | GLO 1   | B20 Rit | INT Rit | IGC 1   | SCT     |         |       |         |        |       |       |       |         |         |       |       |       |     |       |     |     |     |       |       |
| 1960 | SAF 2   | NZE Rit | BUE     | GLO 2   | INT NC  | AUS     | SCT   | LOM     | IGC 1  | RIO   | CDC 1 | SAF 1 |         |         |       |       |       |     |       |     |     |     |       |       |
| 1961 | NZE Rit | LOM     | GLO 4   | PAU     | LAV 1   | BRU 7   | VIE 1 | B20 Rit | SIR 8  | NAP   | LON   | SCT 1 | AUS     | SOL Rit | KAN 1 | DAN 1 | MOD 1 | FLU | IGC 1 | LET | CIT | RAN | NAT 2 | SAF 2 |
| 1962 | CDC     | NZE 1   | BRU NC  | LOM 7   | GLO Rit |         |       |         |        |       |       |       |         |         |       |       |       |     |       |     |     |     |       |       |

## Riconoscimenti
- Segrave Trophy nel 1957
- Inserito nella International Motorsport Hall of Fame nel 1990
- Medaglia d'oro della FIA nel 2006[30]